# Lee Petty
Statistiques en NASCAR Cup Series
Dernière mise à jour : 26 avril 2006 
Lee Petty est un pilote automobile américain des années 1950 et 1960 né le 14 mars 1914 et mort le 5 avril 2000 au Moses H. Cone Memorial Hospital de Greensboro.

## Biographie
Né à Randleman en Caroline du Nord, Lee Petty est âgé de trente-cinq ans lorsqu'il commence à participer à des courses automobiles. Il devient un des pionniers de la série NASCAR et une de ses premières stars. Il a remporté le championnat Nascar à trois reprises en 1954, 1958 et 1959 ainsi que la course inaugurale du Daytona 500 en 1959.

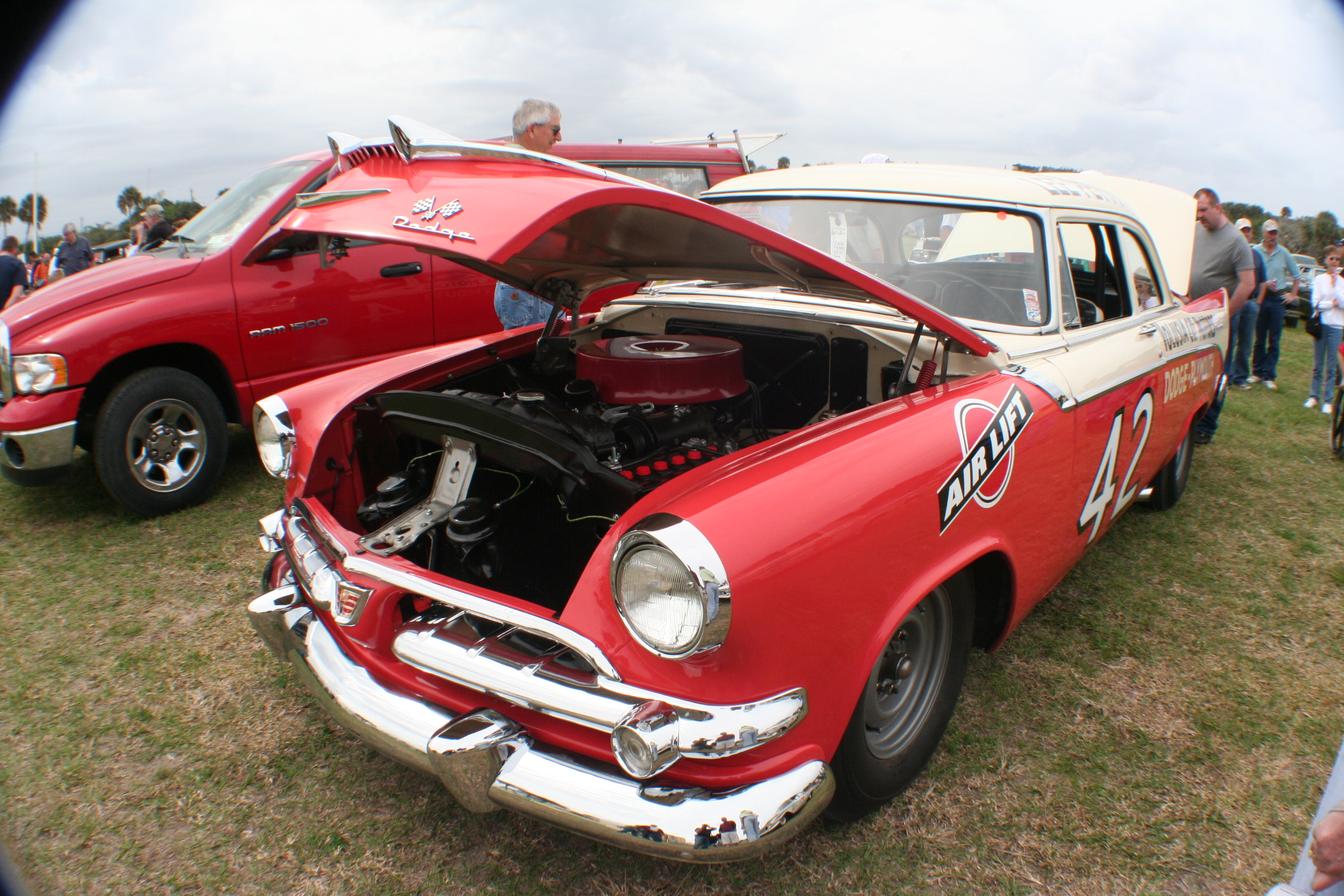
La Dodge Coronet 1956 de Lee Petty (photographiée en 2008).

Il est le père de Richard Petty, qui est devenu l'un des plus grands pilotes du championnat Nascar. Avec ses fils Richard et Maurice, il fonde « Petty Enterprises » qui devient l'équipe remportant le plus de succès en NASCAR.
En 1990, Lee Petty entre au Temple international de la renommée du sport automobile (International Motorsports Hall of Fame). Il est également élu au Temple de la renommée du sport de la Caroline du Nord.
Aujourd'hui Kyle Petty, son petit-fils, perpétue la tradition familiale dans la Nascar.